# Andrzej Gwiżdż
Andrzej Gwiżdż (ur. 5 kwietnia 1923 w Warszawie, zm. 8 grudnia 1998 tamże) – polski prawnik, specjalista prawa konstytucyjnego, profesor nauk prawnych, nauczyciel akademicki Wydziału Prawa i Administracji Uniwersytetu Warszawskiego, do 1968 dyrektor Biura Sejmu PRL, w latach 1981–1991 dyrektor Biblioteki Sejmowej, w latach 1994–1998 przewodniczący Rady Legislacyjnej przy Prezesie Rady Ministrów.

## Życiorys
Urodził się w rodzinie inteligenckiej - syn Feliksa i Janiny z d. Spokorny. W 1940 zdał maturę na tajnych kompletach w I Państwowym Gimnazjum i Liceum im. Stefana Batorego w Warszawie. W 1941 rozpoczął studia na podziemnym Wydziale Prawa UW. Jednocześnie w latach 1940–1945 był zatrudniony w Spółdzielni Spożywców „Społem”. Był żołnierzem Armii Krajowej - starszym strzelcem, ps. Olczyk w powstaniu warszawskim. W powstaniu walczył także jego młodszy brat Jacek - żołnierz batalionu „Zośka”, który poległ 11 sierpnia 1944.
Po wojnie kontynuował studia prawnicze w Uniwersytecie Jagiellońskim. Ukończył je w 1947 na Wydziale Prawa Uniwersytetu Warszawskiego. W tym samym roku rozpoczął pracę w Centralnym Urzędzie Planowania, skąd przeszedł do Kancelarii Sejmu, w której zajmował stanowiska różnej rangi, włącznie ze stanowiskiem dyrektora Biura Sejmu.
W latach 1948–1968 należał do PZPR, z której został usunięty w związku z wydarzeniami Marca '68. Jednocześnie został pozbawiony stanowiska dyrektora Biura Sejmu. Później pełnił funkcję doradcy Szefa Kancelarii Sejmu. W latach 1981–1991 był dyrektorem Biblioteki Sejmowej.
W 1948 został asystentem, później starszym asystentem i adiunktem w Katedrze Prawa Państwowego Wydziału Prawa UW. Następnie w latach 1952–1955 zajmował stanowisko adiunkta w Instytucie Nauk Prawnych PAN. W 1956 uzyskał stopień kandydata (odpowiednik doktora) nauk prawnych. W 1960 powrócił do Katedry Prawa Państwowego. W 1971 uzyskał stopień doktora habilitowanego. W 1978 uzyskał nominację na stanowisko docenta na Wydziale Prawa i Administracji UW. W 1987 uzyskał tytuł profesora nadzwyczajnego. W 1990 powierzono mu funkcję przewodniczącego Rady Naukowej Instytutu Nauk o Państwie i Prawie UW. W 1998 objął stanowisko profesora zwyczajnego. W tym samym roku przeszedł na emeryturę.
Przez wiele lat zasiadał w Radzie Legislacyjnej przy Prezesie Rady Ministrów. Był jej wiceprzewodniczącym (1989–1992) i przewodniczącym (1994–1998).
Zmarł w Warszawie. Został pochowany na cmentarzu komunalnym Północnym (kwatera E-IX-9-7-2).

## Członkostwo w stowarzyszeniach
- Zrzeszenie Prawników Polskich,
- Stowarzyszenie Bibliotekarzy Polskich,
- Polskie Towarzystwo Nauk Politycznych,
- Polska Sekcja Międzynarodowego Stowarzyszenia Prawa Konstytucyjnego,
- Polskie Towarzystwo Prawa Konstytucyjnego[4],
- Polskie Towarzystwo Legislacji (wiceprezes)[3].

## Odznaczenia
- Krzyż Komandorski z Gwiazdą Orderu Odrodzenia Polski (3 maja 1997)[6],
- Krzyż Armii Krajowej[3]
- Odznaka „Zasłużony Działacz Kultury” (1985)[7]

## Wybrane publikacje
- Burżuazyjno-obszarnicza Konstytucja z 1921 roku w praktyce, Warszawa: Wydawnictwo Prawnicze, 1956.
- Dodatek do 3 wyd. zbioru pt. Konstytucja i podstawowe akty ustawodawcze Polskiej Rzeczypospolitej Ludowej, Warszawa: Wydawnictwo Prawnicze, 1962.
- Konstytucja i podstawowe akty ustawodawcze Polskiej Rzeczypospolitej Ludowej. Zbiór tekstów, Warszawa: Wydawnictwo Prawnicze, 1952, 1954, 1956, 1958, 1964, 1966.
- Konstytucja RP i inne teksty prawne, Warszawa: C. H. Beck, 1997.
- Konstytucja Węgierskiej Republiki Ludowej, Warszawa: Zakład Narodowy im. Ossolińskich. Wyd. PAN, 1975.
- Konstytucje i podstawowe akty ustawodawcze Rzeczypospolitej Polskiej 1918–1939, Warszawa: Uniwersytet Warszawski, 1967.
- Krajowa Rada Narodowa. Informator, Wydawnictwo Stronnictwa Demokratycznego „Epoka”, 1983.
- Manifest Lipcowy i analogiczne akty proklamacyjne władzy ludowej, Warszawa: 1969
- Tryb przygotowania i uchwalania konstytucji w wybranych krajach europejskich, Warszawa: Centralny Ośrodek Metodyczny Studiów Nauk Politycznych, 1990.
- Ustawy o młodzieży. Wybór materiałów prawno-porównawczych, Warszawa: Biblioteka Sejmowa, 1982.
- Ustrój Polskiej Rzeczypospolitej Ludowej. Wybór materiałów, Warszawa: Państwowe Zakłady Wydawnictw Szkolnych, 1961, 1967.
- Wiadomości o Polsce współczesnej. Wybór materiałów, Warszawa: Państwowe Zakłady Wydawnictw Szkolnych, 1957.
- Wybór źródeł do nauki polskiego prawa państwowego (stan prawny na dzień 1 IV 1967 r.), (współautor: Janina Zakrzewska), Warszawa: Państwowe Wydawnictwo Naukowe, 1967.
- Zagadnienia parlamentaryzmu w Polsce Ludowej, Warszawa: Wydawnictwa Uniwersytetu Warszawskiego, 1972.
- Założenia ustrojowe, struktura i funkcjonowanie parlamentu, Warszawa: Wydawnictwo Sejmowe, 1997[8].